# Capo Philippi
Il capo Philippi (in inglese Cape Philippi) è un promontorio roccioso sul mare di Ross della Dipendenza di Ross in Antartide.
Localizzato ad una latitudine di 75° 14′ S ed una longitudine di 162° 33′ E, segnala il confine settentrionale del ghiacciaio David e della lingua glaciale Drygalski sulla costa della regina Victoria.
L'area venne esplorata per la prima volta dagli uomini di Ernest Shackleton durante la spedizione Nimrod del 1908 ed intitolata ad Emil Philippi, geologo della spedizione Drygalski del 1901-03.